# 대사관로 (용산구)
대사관로(Daesagwan-ro)는 서울특별시 용산구 한남동에 있는 도로로, 총 연장은 872m이다. 이름이 유래된 것은 기존 도로명을 그대로 유지하되, 그 주위에 각국에 소재하고 있는 대사관이 많기 때문에 그렇게 유래되었다.

## 역사
- 2010년 6월 18일 : 도로명으로 대사관로를 고시

## 주요 경유지
- 용산구
  - 한남동

## 접촉하는 도로
- 이태원로
- 독서당로
- 한남대로

## 주요 건물 및 시설
- 오페라하우스 3차 (대사관로 23/한남동 657-33)
- 주한 라오스 대사관저 (대사관로 29/한남동 657-93)
- 한남설렁탕 (대사관로 36/한남동 653-25)
- 한남동성당 (대사관로 39/한남동 657-40)
- 주한 코트디부아르 대사관저 (대사관로 41/한남동 657-121)
- 주한 태국 대사관 (대사관로 42/한남동 653-7)
- 서울빌딩 (대사관로 46/한남동 653-68)
- 한남동우체국 (대사관로 49/한남동 657-44)
- 광창빌딩 (대사관로 56/한남동 644-10)
- 용산대학약국 (대사관로 58/한남동 639-8)
- 순천향대학교 부속 서울병원 (대사관로 59/한남동 657-58)
- 한남치과 (대사관로 63/한남동 657-106)
- 국민은행 (대사관로 67/한남동 657-104)
- 서치과 (대사관로 68/한남동 641-2)
- 제일빌딩 (대사관로 72/한남동 633-3)